# Kälteanästhesie
Kälteanästhesie ist eine Form der örtlichen Betäubung bzw. Regionalanästhesie, bei der man die betreffenden Partien durch Kälte, welche die Nervenzellfortsätze und  damit die Nervenfunktion für eine gewisse Zeit beeinträchtigt, schmerzunempfindlich macht. Man verwendet dabei festes Kohlendioxid oder das als Ätherspray 1866/1867 von Benjamin Ward Richardson bzw. Johann Baptist Rottenstein und 1888 durch den Genfer Arzt Camille Redart (1841–1910) als Kälte-Lokalanästhetikum eingeführte Ethylchlorid; Letzteres meist in Form eines Sprays, dem sogenannten Eisspray (Chloräthylspray). Die bei der Anwendung von Ethylchlorid (Chloräthyl) und Bromäthyl entstehende Verdunstungskälte hatte Redart schon 1882 erstmals zur lokalen Gewebsvereisung in der chirurgischen und zahnärztlichen Praxis genutzt. Bereits 1866 hatte B. W. Richardson, ein Schüler von John Snow, die Verdunstungskälte von Äther und von Chloroform zur örtlichen Betäubung eingesetzt. Richardson und Greenhalgh hatten mit Ätherspray sogar einen nahezu schmerzlosen Kaiserschnitt durchgeführt, indem sie schrittweise die Gewebeschichten damit vereisten. Eissprays werden oft (zum Beispiel im Fußball) bei Sportverletzungen wie Prellungen und Verstauchungen oder beim Piercen, aber auch bei starkem Rheuma zur Kryotherapie eingesetzt. Die Kälteanästhesie kann jedoch Gewebeschäden hervorrufen.
Durch gewöhnliches Wassereis (Eisbeutel), bei dessen Schmelzen sich eine Temperatur von 0 °C einstellt, lässt sich eine Anästhesie oder zumindest eine deutliche Reduzierung des Schmerzempfindens erreichen; die Gefahr von Gewebeschäden ist dabei deutlich geringer.
Im Jahr 1661 berichtete Thomas Bartholin in De nivis usu medico observationes variae über eine zur Analgesie dienende lokale Kälteanwendung mittels Auflegen von Eis und Schnee, die er bei seinem Lehrer, dem Anatomen und Chirurgen Marco Aurelio Severino in Neapel kennengelernt hatte. Der Leibarzt und Feldchirurg von Napoleon beobachtete im Winter 1807 (nach der Schlacht bei Deutsch-Eylau), dass Amputationen bei einer Außentemperatur von 19 °C unter Null schmerzarm durchgeführt werden konnten. Auch der an Charité in Berlin wirkende Arzt Ernst Horn empfahl bei Gelenkwunden Kälte. In Brighton hatte James Arnott (1797–1883) zwischen 1834 und 1849 durch Auflegen eines mit Eis und Kochsalz gefüllten Gazebeutels eine ausreichende örtliche Anästhesie für verschiedene (oberflächennahe) chirurgische Eingriffe ohne die potentiell lebensgefährliche Äther- und Chloroformnarkose erzielen können. Durch die Kälte wurde dabei auch die Gefahr von Entzündungen vermindert. Viele weitere Methoden der Kälteanästhesie wurden im 19. und 20. Jahrhundert erprobt, wie etwa die zusätzliche Anbringung von Staubinden, um die Kälteableitung aus den zu operierenden Gliedmaßen zu verzögern. H. E. Mock und E. Mock jr. berichteten 1943 über 101 auf diese Weise durchgeführte Amputationen, wobei sie aber eine verzögerte Wundheilung beobachteten.